# Double or Nothing (2020)
Double or Nothing (2020) – gala wrestlingu wyprodukowana przez federację i dla zawodników All Elite Wrestling (AEW). Odbyła się 23 maja 2020 w Daily’s Place w Jacksonville w stanie Floryda, oprócz walki wieczoru która została nagrana w dniach 22–23 maja w TIAA Bank Field. Emisja była przeprowadzana na żywo przez serwis strumieniowy B/R Live w Ameryce Północnej i za pośrednictwem FITE TV na całym świecie oraz w systemie pay-per-view. Była to druga gala w chronologii cyklu Double or Nothing.
Na gali odbyło się dziewięć walk, w tym jedna podczas pre-show Buy In. W walce wieczoru, Matt Hardy i The Elite (Adam Page, Kenny Omega, Matt Jackson i Nick Jackson) pokonali The Inner Circle (Chrisa Jericho, Jake’a Hagera, Sammy’ego Guevarę, Santanę i Ortiza) w Stadium Stampede matchu, który był cinematic matchem. W przedostatniej walce, Jon Moxley pokonał Mr. Brodiego Lee broniąc AEW World Championship. W innych ważnych walkach, Hikaru Shida pokonała Nylę Rose zdobywając AEW Women’s World Championship, Cody pokonał Lance’a Archera zostając pierwszym posiadaczem AEW TNT Championship, oraz Brian Cage wygrał Casino Ladder match w swoim debiucie w AEW. Dodatkowo na gali wystąpił International Boxing Hall of Famer Mike Tyson, którym przedstawił Cody’emu pas mistrzowski AEW TNT Championship.

## Produkcja
Double or Nothing oferowało walki profesjonalnego wrestlingu z udziałem wrestlerów należących do federacji All Elite Wrestling. Oskryptowane rywalizacje (storyline’y) kreowane są podczas cotygodniowych gal Dynamite i Dark oraz podczas odcinków serii Being The Elite. Wrestlerzy są przedstawieni jako heele (negatywni, źli zawodnicy i najczęściej wrogowie publiki) i face’owie (pozytywni, dobrzy i najczęściej ulubieńcy publiki), którzy rywalizują pomiędzy sobą w seriach walk mających budować napięcie. Kulminacją rywalizacji jest walka wrestlerska lub ich seria.

### Wpływ COVID-19
Podobnie jak w przypadku wszystkich innych profesjonalnych promocji wrestlingowych i ogólnie wydarzeń sportowych, na wydarzenie wpłynęła pandemia COVID-19. 8 kwietnia MGM Grand Garden Arena ogłosiło, że odwołało wszystkie wydarzenia do 31 maja z powodu wirusa. Nevada była w stanie wyjątkowym od 12 marca, zakazując na czas nieokreślony wszelkich publicznych zgromadzeń. W odpowiedzi AEW ogłosiło, że Double or Nothing nadal odbędzie się zgodnie z planem, ale z nieujawnionej lokalizacji (później ujawniono, że odbędzie się w Daily’s Place w Jacksonville na Florydzie, a także w stadionie TIAA Bank Field które odbyła się walka wieczoru). Ogłoszenie potwierdziło również, że trzecie wydarzenie Double or Nothing odbędzie się w MGM Grand Garden Arena 29 maja 2021 roku. Oprócz oferowania zwrotów, bilety zakupione na galę w 2020 roku byłyby ważne na galę w kolejnym roku. Jednak wydarzenie w 2021 roku, które zostało przesunięte o dzień na 30 maja, zostało również przeniesione do Daily’s Place z powodu trwającej pandemii, w której wszystkie oryginalne bilety zostały zwrócone.  

### Rywalizacje
30 marca 2020 roku, AEW ogłosiło nowy tytuł, AEW TNT Championship, a inauguracyjny mistrz zostanie wyłoniony w ośmioosobowym turnieju w systemie pojedynczej eliminacji. Turniej rozpoczął się 8 kwietnia na odcinku Dynamite, a finał ustalono na Double or Nothing. W półfinale 29 kwietnia Cody i Lance Archer pokonali odpowiednio Darby’ego Allina i Dustina Rhodesa, ustalając walkę o mistrzostwo. 13 maja ogłoszono, że były zawodowy bokser Mike Tyson przedstawi zwycięzcy mistrzostwo.  
6 maja na Dynamite, AEW World Champion Jon Moxley pokonał Frankiego Kazariana. Chwilę później członkowie The Dark Order zaatakowali Moxleya, Kazariana i jego stajnię, SoCal Uncensored (Christopher Daniels i Scorpio Sky). Przywódca The Dark Order, "The Exalted One", Mr. Brodie Lee, wszedł następnie na ring i wyzwał Moxleya na walkę o AEW World Championship, który zaakceptował i walka została ustalona na Double or Nothing.
Podczas odcinka Dynamite z 6 maja, 9-osobowy Ladder match zatytułowany Casino Ladder Match został ustalony na Double or Nothing, a zwycięzca zdobędzie przyszłą walkę o AEW World Championship. Zasady meczu zostały ujawnione w następnym tygodniu. Dwóch wrestlerów rozpoczyna walkę i co 90 sekund wchodzi kolejny uczestnik walki. Zwycięzcą jest ten, kto sściągnie żeton kasyna zawieszony nad ringiem; walkę można wygrać przed wejściem wszystkich uczestników. Darby Allin, Colt Cabana, Orange Cassidy, Rey Fénix, Scorpio Sky, Kip Sabian, Frankie Kazarian i Luchasaurus zostali potwierdzeni jako uczestnicy z ostatnim uczestnikiem, który zostanie ogłoszony podczas walki na Double or Nothing. Po tym, jak Fenix doznał kontuzji 20 maja w Dynamite, ogłoszono, że Joey Janela zajmie jego miejsce.
13 maja na odcinku Dynamite, Hikaru Shida, która była na szczycie rankingu w dywizji kobiet, pokonała Penelope Ford, Kris Statlander i Dr. Britt Baker, D.M.D. aby wygrać Four-Way matchu, utrzymując ją niepokonaną w 2020 roku. Następnie ogłoszono, że Shida zmierzy się z Nylą Rose o AEW Women’s World Championship na Double or Nothing. Na backstage’u podczas wywiadu z Shidą, Rose zaatakowała Shidę kijem do kendo. Następnie ogłoszono, że ich walka będzie No Disqualification i No Countout matchem.
Podczas wspomnianego Four-Way matchu kobiet, Dr. Britt Baker, D.M.D. zaatakowała Kris Statlander poza ringiem i założyła na nią Lockjaw, co pozwoliło Hikaru Shidzie zdobyć przypięcie na Penelope Ford. Pomimo zakończenia walki, Baker nadal zakładała submission na Statlande. Później ustalono walkę pomiędzy Baker i Statlander na Double or Nothing. Z powodu kontuzji, jakiej Baker doznała 20 maja podczas Dynamite, ogłoszono, że Ford zmierzy się ze Statlander.
20 maja na odcinku Dynamite, Shawn Spears, zirytowany brakiem walki na Double or Nothing, zażądał pojedynku z Dustinem Rhodesem. Walka pomiędzy nimi został ustalona na Double or Nothing.

## Wyniki walk
| Nr                                                                   | Wyniki | Stypulacje                                                              | Czas  |
| -------------------------------------------------------------------- | --- | ----------------------------------------------------------------------- | ----- |
| 1P                                                                   | Best Friends (Chuck Taylor i Trent) pokonali Private Party (Isiaha Kassidy’ego i Marqa Quena) | Tag team match o miano pretendentów do AEW World Tag Team Championship  | 15:10 |
| 2                                                                    | Brian Cage (z Tazem) pokonał Darby’ego Allina, Colta Cabanę, Orange’a Cassidy’ego, Joeya Janelę, Scorpio Skya, Kipa Sabiana (z Jimmym Havokiem i Penelope Ford), Frankiego Kazariana i Luchasaurusa | Casino Ladder match o przyszłą walkę o AEW World Championship           | 28:30 |
| 3                                                                    | MJF (z Wardlowem) pokonał Jungle Boya | Singles match                                                           | 17:20 |
| 4                                                                    | Cody (z Arn Andersonem) pokonał Lance’a Archera (z Jakem Robertsem) | Finał turnieju o AEW TNT Championship                                   | 22:00 |
| 5                                                                    | Kris Statlander pokonała Penelope Ford (z Kip Sabianem) | Singles match                                                           | 5:30  |
| 6                                                                    | Dustin Rhodes (z Brandi Rhodes) pokonał Shawna Spearsa | Singles match                                                           | 3:20  |
| 7                                                                    | Hikaru Shida pokonała Nylę Rose (c) | No Disqualification, No Countout match o AEW Women’s World Championship | 16:40 |
| 8                                                                    | Jon Moxley (c) pokonał Mr. Brodiego Lee poprzez techniczne poddanie | Singles match o AEW World Championship                                  | 15:30 |
| 9                                                                    | The Elite (Adam Page, Kenny Omega, Matt Hardy, Matt Jackson i Nick Jackson) pokonali The Inner Circle (Chrisa Jericho, Jake’a Hagera, Sammy’ego Guevarę, Santanę i Ortiza)                          | Stadium Stampede match                                                  | 34:00 |
| (c) – mistrz/mistrzyni przed walkąP – walka miała miejsce w pre-show | |                                                                         |       |

### Turniej o AEW TNT Championship
|  | Ćwierćfinały Dynamite (8, 15, 22 kwietnia 2020) | Ćwierćfinały Dynamite (8, 15, 22 kwietnia 2020) | Ćwierćfinały Dynamite (8, 15, 22 kwietnia 2020) |              |               | Półfinały Dynamite (29 kwietnia 2020) | Półfinały Dynamite (29 kwietnia 2020) | Półfinały Dynamite (29 kwietnia 2020) |  |  | Finał Double or Nothing (23 maja 2020) | Finał Double or Nothing (23 maja 2020) | Finał Double or Nothing (23 maja 2020) |  |
|  |                                                 |                                                 |                                                 |              |               |                                       |                                       |                                       |  |  |                                        |                                        |                                        |  |
|  | Cody                                            | Cody                                            | Pin                                             |              |               |                                       |                                       |                                       |  |  |                                        |                                        |                                        |  |
|  | Cody                                            | Cody                                            | Pin                                             |              |               |                                       |                                       |                                       |  |  |                                        |                                        |                                        |  |
|  | Shawn Spears                                    | Shawn Spears                                    | 21:38                                           |              |               |                                       |                                       |                                       |  |  |                                        |                                        |                                        |  |
|  | Shawn Spears                                    | Shawn Spears                                    | 21:38                                           |              | Cody          | Cody                                  | Pin                                   |                                       |  |  |                                        |                                        |                                        |  |
|  |                                                 |                                                 |                                                 |              | Cody          | Cody                                  | Pin                                   |                                       |  |  |                                        |                                        |                                        |  |
|  |                                                 |                                                 | Darby Allin                                     | Darby Allin  | 20:10         |                                       |                                       |                                       |  |  |                                        |                                        |                                        |  |
|  | Sammy Guevara                                   | Sammy Guevara                                   | Darby Allin                                     | Darby Allin  | 20:10         | 10:50                                 |                                       |                                       |  |  |                                        |                                        |                                        |  |
|  | Sammy Guevara                                   | Sammy Guevara                                   |                                                 |              |               |                                       |                                       |                                       |  |  |                                        |                                        |                                        |  |
|  | Darby Allin                                     | Darby Allin                                     | Pin                                             |              |               |                                       |                                       |                                       |  |  |                                        |                                        |                                        |  |
|  | Darby Allin                                     | Darby Allin                                     | Pin                                             |              | Cody          | Cody                                  | Pin                                   |                                       |  |  |                                        |                                        |                                        |  |
|  |                                                 |                                                 |                                                 |              |               |                                       |                                       |                                       |  |  |                                        |                                        |                                        |  |
|  |                                                 |                                                 | Lance Archer                                    | Lance Archer | 22:00         |                                       |                                       |                                       |  |  |                                        |                                        |                                        |  |
|  | Dustin Rhodes                                   | Dustin Rhodes                                   | Lance Archer                                    | Lance Archer | 22:00         | Pin                                   |                                       |                                       |  |  |                                        |                                        |                                        |  |
|  | Dustin Rhodes                                   | Dustin Rhodes                                   |                                                 |              |               |                                       |                                       |                                       |  |  |                                        |                                        |                                        |  |
|  | Kip Sabian                                      | Kip Sabian                                      | 14:10                                           |              |               |                                       |                                       |                                       |  |  |                                        |                                        |                                        |  |
|  | Kip Sabian                                      | Kip Sabian                                      | 14:10                                           |              | Dustin Rhodes | Dustin Rhodes                         | 22:45                                 |                                       |  |  |                                        |                                        |                                        |  |
|  |                                                 |                                                 |                                                 |              | Dustin Rhodes | Dustin Rhodes                         | 22:45                                 |                                       |  |  |                                        |                                        |                                        |  |
|  |                                                 |                                                 | Lance Archer                                    | Lance Archer | Pin           |                                       |                                       |                                       |  |  |                                        |                                        |                                        |  |
|  | Colt Cabana                                     | Colt Cabana                                     | Lance Archer                                    | Lance Archer | Pin           | 12:42                                 |                                       |                                       |  |  |                                        |                                        |                                        |  |
|  | Colt Cabana                                     | Colt Cabana                                     |                                                 |              |               |                                       |                                       |                                       |  |  |                                        |                                        |                                        |  |
|  | Lance Archer                                    | Lance Archer                                    | Pin                                             |              |               |                                       |                                       |                                       |  |  |                                        |                                        |                                        |  |